# 普弗勒施特里布勞恩山

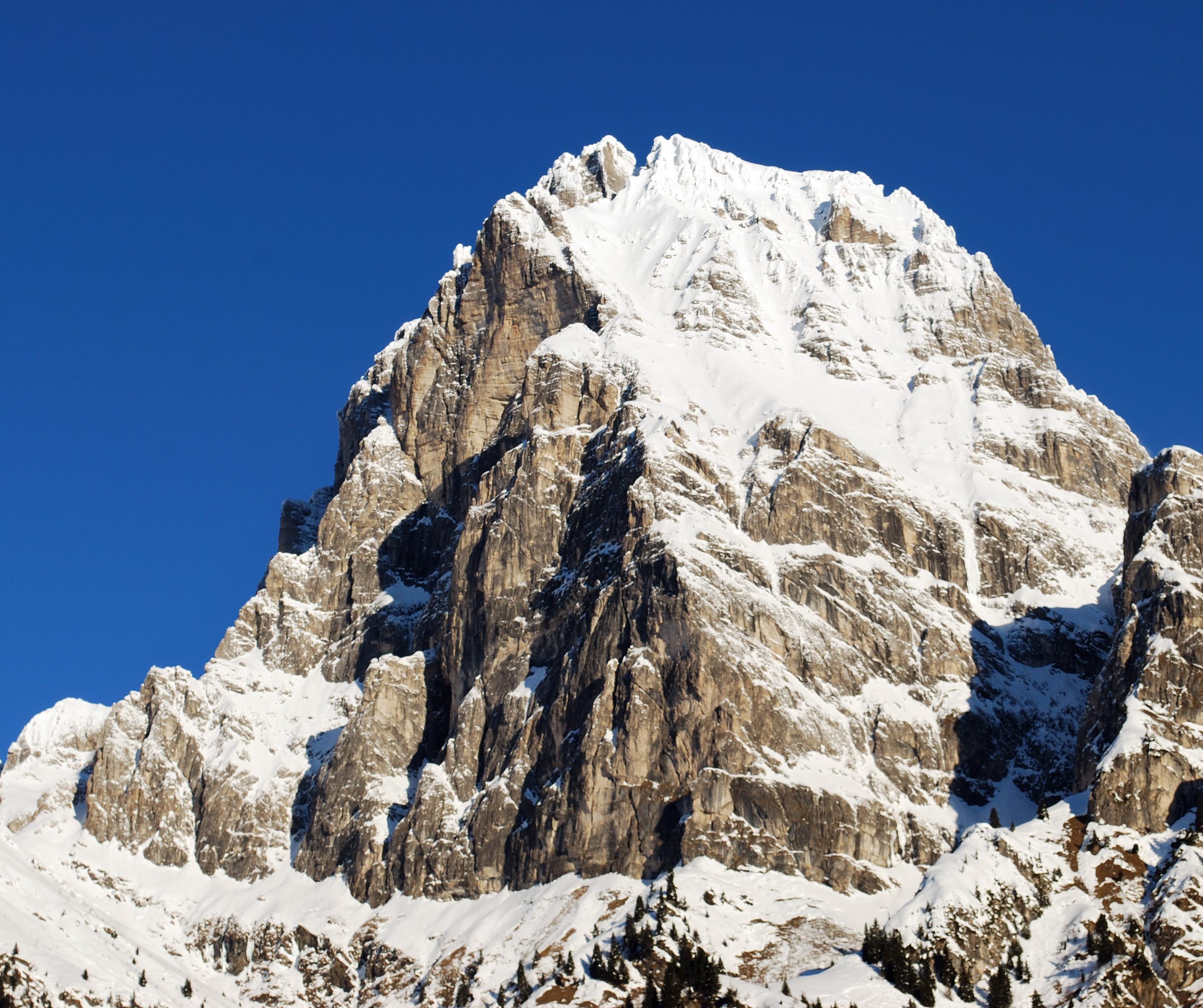

46°59′7″N 11°20′20″E / 46.98528°N 11.33889°E
普弗勒施特里布勞恩山（德語：Pflerscher Tribulaun），是中歐的山峰，位於奧地利和意大利的邊境，屬於斯圖拜阿爾卑斯山脈的一部分，距離施內峰6公里，海拔高度3,097米，人類在1874年首次登頂。